# 曹阳 (法学家)
曹阳，四川仪陇人，法学博士后。哈佛大学访问学者，上海市浦江人才计划获得者，中国科学技术法学会常务理事，上海政法学院知识产权研究中心研究员，复旦大学知识产权研究中心特邀研究员，世界知识产权组织（WIPO）与世界贸易组织（WTO）联合举办的第14期全球知识产权教师研讨班参加者。曹阳现为上海政法学院知识产权研究中心副主任、副教授，硕士生导师。曹阳出版专著多部，曾获中国科学技术法学会优秀人才奖、中国科学技术法协会优秀论文奖、中国知识产权征文二等奖等。